# 伯利恆 (佛羅里達州)
伯利恆（英語：Bethlehem）是位於美國佛羅里達州霍爾姆斯縣的一個非建制地區。該地的面積和人口皆未知。

## 地理
伯利恆的座標為30°55′23″N 85°44′29″W / 30.92306°N 85.74139°W，而該地的平均海拔高度為45米（即148英尺）。